# 兔蜥科
兔蜥科（學名：Lagerpetidae）是恐龍的早期近親，生存於三疊紀晚期（卡尼階到瑞替阶）的阿根廷、巴西及美國亞利桑那州、新墨西哥州與德克萨斯州。

## 形態特征
兔蜥科是一类小型爬行動物，後肢長度约25公分。最後一節前薦椎由兩個脊椎構成、髖臼閉合、腸骨朝上、恥骨短而寬廣、坐骨腹側有大面積的椎板。兔蜥科是兔鱷的近親，兔鱷的的股骨/脛骨比例較短。